# Instituto de Educação Notre Dame
 O Instituto de Educação Notre Dame (NDIE) é um centro de formação de professores na cidade de Saddar, em Karachi, Sindh, Paquistão.

## História
O NDIE foi aberto em 1991, com 17 alunos no programa de Bacharelado em Educação. As matrículas anuais médias são 55, sendo 30 no Mestrado em Educação. É uma das únicas duas instituições terciárias católicas no Paquistão, sendo a outra o Instituto Nacional de Teologia Católica. O NDIE está localizado no campus da High School de Saint Patrick, Karachi.
NDIE é uma ideia do bispo Anthony Theodore Lobo. Ansioso por trazer mudanças para o sistema educacional paquistanês, em 1988 ele foi à Austrália procurar ajuda. Uma visita ao Paquistão por Ir. Deirdre Jordan RSM, Chanceler da Universidade Flinders, Austrália, avançou ainda mais o trabalho de mudança e formação de professores. Ela se comprometeu a recrutar funcionários australianos para um pequeno empreendimento da Conferência Episcopal Católica do Paquistão, que se tornou o NDIE. O NDIE possui uma Assembléia de Governadores local que assume a responsabilidade pela direção do Instituto.
O primeiro diretor foi Ir. Gabrielle Jennings, RSM. Ela recebeu um doutorado honorário da Universidade Católica Australiana por seu trabalho no Paquistão. As mulheres compreendem a maioria de seus alunos, que trabalham nas salas de aula e em posições de liderança no país e no mundo.

## Colaboração
Em 2006, o Intel Teach Program foi introduzido pela Intel Corporation para incorporar o uso efetivo da tecnologia na educação. Em 2008, as Irmãs da Misericórdia da Austrália apoiaram o desenvolvimento da biblioteca do NDIE. Ele contém cerca de 30.000 volumes, embora alguns estejam desatualizados. A biblioteca original veio das escolas da Australian Catholic University e Mercy em Vitória. Atende principalmente aos alunos e funcionários da NDIE, mas suas portas estão abertas a todos os professores das escolas vizinhas. É a única biblioteca do gênero, com foco em pedagogia, em Karachi.

## Divulgação
O NDIE também apóia um projeto educacional na cidade de Baldia, Karachi, entre um grupo minoritário de camponeses hindus. Por causa de seu status, as crianças não são aceitas nas escolas do governo. O Instituto de Educação Notre Dame oferece duas escolas para crianças de várias castas, credos e culturas. O projeto ajudou a empregar professores e a criar recursos didáticos, livros didáticos e bibliotecas para as escolas da cidade de Baldia. tem seu site www.ndie.edu.pk
O NDIE também colabora com o Departamento de Educação e Alfabetização, Governo de Sindh, para treinar professores de todo o Paquistão para ensinar inglês, matemática e ciências.

## Desenvolvimento e progresso
A irmã Margaret Madden, que trabalha no Paquistão desde 1995, ensina psicologia educacional, estudos curriculares para os níveis de bacharelado e mestrado, além de coordenar e projetar o programa de mestrado em Educação. Foi diretora do Instituto Notre Dame em 2001–2011.
Ela supervisionou a passagem de centenas de estudantes em bacharelado em Educação / certificado internacional de pós-graduação em Educação, bem como 93 mestres em licenciados em Educação. Em 2011, ela lançou um novo programa para educadores experientes, um mestre em Liderança Educacional. Uma nova diretora do NDIE, Audrey Juma, assumiu o cargo quando a irmã Margaret Madden voltou à Austrália em 2011.

Em um workshop de treinamento para professores organizado pelo Instituto de Educação (IOE) da Universidade de Londres em março de 2011, Taymur Mirza, diretor da Escola Internacional, disse que o NIDE era o único instituto de treinamento de professores promissor no país.